# Iwan Szymanski
Iwan Szymanski ps. „Szum” (ur. 15 maja 1911 w Lublińcu Nowym, zm. 7 września 1947 pod Werchratą) – ukraiński działacz wojskowy i nacjonalistyczny, porucznik UPA, dowódca sotni „Mesnyky-1”, później sotni „Mesnyky-3”, zastępca dowódcy kurenia „Mesnyky” – Zalizniaka.
W latach 1928–1930 wraz z Stepanem Banderą, D. Czajkowskim i Ł. Senyszynem wydawał satyryczna gazetkę we Lwowie. Następnie został referentem OUN w Bułgarii.
W czasie wojny był zastępcą komendanta policji ukraińskiej w Grabowcu. Zastępca dowódcy Odcinka Taktycznego „Bastion”. Zginął 7 września 1947 w czasie walki w wojskami polskimi. Otoczony w podziemnym bunkrze w przysiółku Lasowa w pobliżu Werchraty, zastrzelił się.